# 胡苏平
胡苏平（1956年8月—），女，汉族，山西五台人，中华人民共和国政治人物。太原工学院半导体器件专业毕业，南京航空航天大学经济与管理学院管理科学与工程专业在职研究生学历，管理学博士，副教授。

## 生平
1974年2月参加工作。1975年2月加入中国共产党。早年毕业于太原工学院（现太原理工大学）电子系半导体器件专业。毕业后留校，历任电子系分团委副书记兼年级辅导员，团委副书记，计算机系副主任、党总支书记等职。1992年12月，任太原工业大学党委副书记。1994年底，调入山西省国防科工委，历任党委副书记，书记。2001年1月，任中共太原市委副书记。2003年2月，任中共太原市委常务副书记兼市委党校校长。2004年2月，调任中共运城市委副书记，3月任运城市代市长，4月任市长。2005年12月，任山西省人民政府副省长。2008年，当选第十一届全国人大代表。2008年12月，任中共山西省委常委、宣传部部长。2013年，当选第十二届全国人大代表。
2016年11月，不再担任中共山西省委常委、宣传部部长，任山西省人大常委会党组副书记。2017年1月，当选为山西省人大常委会副主任。